# Осми конгрес СК Србије
Осми конгрес Савеза комуниста Србије одржан је од 23. до 25. априла 1978. у згради Дома синдиката у Београду. Конгресу је присуствовало 850 делегата, који су представљали 726.414 чланова Савеза комуниста Србије.
Последњег дана рада Конгрес је изабрао Централни комитет од 145 чланова, Статутарну комисију од 27 и Надзорну комисију од 15 чланова. Изабрано је 19 чланова Централног комитета СК Југославије и 60 делегата за Једанаести конгрес СКЈ. За председника Централног комитета изабран је поново Тихомир Влашкалић, а за секретара Председништва ЦК СКС Шпиро Галовић.

## Централни комитет
Чланови Централног комитета Савеза комуниста Србије изабрани на Седмом конгресу СК Србије 31. маја 1978. године:
1. Хусамедин Аземи
2. Душан Алимпић
3. Драгомир Арсенијевић
4. Исмаиљ Бајрами
5. Махмут Бакали
6. Момчило Баљак
7. Милица Бељић
8. Мирослав Беловић
9. Пал Бенак
10. Милка Бига
11. Новица Благојевић
12. Јасмина Богдановић
13. Слободан Бојанић
14. Шабан Бојнику
15. Нада Бокан
16. Добривоје Бошковић
17. Ђуро Брдар
18. Савка Ботић
19. Вукоје Булатовић
20. Ратко Бутулија
21. Добрила Васиљевић
22. Даница Величковић
23. Милојко Вељовић
24. Јосип Видаковић
25. Добривоје Видић
26. Момчило Вићентијевић
27. Милица Владић
28. Тихомир Влашкалић
29. Јован Вујић
30. Лазар Вујовић
31. Мирко Вукелић
32. Никола Вукичевић
33. Будимир Вукашиновић
34. Радомир Вулић
35. Милован Гавриловић
36. Шпиро Галовић
37. Радиша Гачић
38. Душан Глигоријевић
39. Ержебет Годић
40. Јованка Греговић
41. Гунга Фахредин
42. Антун Рајч
43. Надире Даци
44. Маргита Деак Белог
45. Венко Димитров
46. Крцун Драговић
47. Драгољуб Дратошан
48. Сретен Ђурић
49. Зоран Ђурковић
50. Карољ Ердељи
51. Мирослав Здравковић
52. Владимир Зељић
53. Радисав Зечевић
54. Славко Зечевић
55. Едуард Иле
56. Јанчишта Иљехамије
57. Смиљана Јанковић
58. Столе Јанковић
59. Сима Јовановић
60. Ристо Јовановић
61. Владимир Јовичић
62. Михајло Катона
63. Љубинко Кесегић
64. Иштван Кечкеш
65. Живорад Ковачевић
66. Саво Комадинић
67. Маћаш Косоруш
68. Павле Кртенић
69. Бошко Крунић
70. Иљаз Куртеши
71. Животије Лазаревић
72. Бранка Лазић
73. Светомир Лаловић
74. Љубисав Лилић
75. Ана Макан
76. Марија Маричић
77. Зоран Мацура
78. Драган Мијајловић
79. Васо Милинчевић
80. Милка Минић
81. Миломир Минић
82. Драгомир Милојевић
83. Мирослав Милисављевић
84. Жива Митров
85. Живорад Мишић
86. Риста Младеновић
87. Васа Нешковић
88. Милорад Николић
89. Милош Николчин
90. Томислав Николић
91. Лајош Олах
92. Живана Олбина
93. Вујадин Оташевић
94. Милан Павковић
95. Милутин Павловић
96. Жарко Папић
97. Миодраг Панчић
98. Радоман Перковић
99. Здравко Петровић
100. Драгољуб Петровић Раде
101. Миломир Петровић
102. Мирослав Печујлић
103. Бранко Пешић
104. Душанка Пјевач
105. Радивоје Прибаковић
106. Раденко Пузовић
107. Милија Радовановић
108. Драгоман Радојчић
109. Славица Радић
110. Ђорђе Радосављевић
111. Новак Репац
112. Новак Родић
113. Ђура Савовић
114. Куртеш Салиу
115. Живан Свирчевић
116. Бајрам Селими
117. Хенрик Селић
118. Танкосава Симић
119. Марица Стаменковић
120. Иван Стамболић
121. Фуада Станковић
122. Виобран Станојевић
123. Радосав Станојчић
124. Живота Стевановић
125. Светомир Стожинић
126. Слободанка Стојановић
127. Јон Србован
128. Рајко Танасковић
129. Богдан Танкосић
130. Мирко Татић
131. Марија Тодоровић
132. Иштван Тот
133. Светислав Трајковић
134. Авди Трмколи
135. Зорица Ћеран
136. Илија Ћупурдија
137. Божо Ћурковић
138. Славко Угљешић
139. Ајша Хашимбеговић
140. Дедо Хашимбеговић
141. Душан Чкребић
142. Михајло Чемерикић
143. Џемаил Шибо
144. Никола Шаиновић
145. Зорица Штрбац

## Председништво ЦК
Чланови Председништва Централног комитета Савеза комуниста Србије изабрани на првој седници Централног комитета одржаној 31. маја 1978. године:
1. Тихомир Влашкалић, председник
2. Шпиро Галовић, секретар
3. Душан Алимпић
4. Махмут Бакали
5. Вукоје Булатовић
6. Добривоје Видић
7. Будимир Вукашиновић
8. Душан Глигоријевић
9. Славко Зечевић
10. Столе Јанковић
11. Иљаз Куртеши
12. Драгомир Милојевић
13. Живорад Мишић
14. Ђорђе Радосављевић
15. Танкосава Симић
16. Иван Стамболић
17. Душан Чкребић